# 万福寺 (北上市)
万福寺（まんぷくじ）は、岩手県北上市にある本山修験宗の寺院。山号は福寿山。本尊は毘沙門天。立花毘沙門堂の別名でも知られる。

## 歴史
この寺の創建年代については不詳であるが、平安時代前期の天台宗の僧円仁（794年 - 864年）が創建したと伝えられる。古くから山岳信仰・修験道の寺として栄え、江戸時代には本山派（本山：京都聖護院）の修験道に属していた。

## 文化財
- 重要文化財（国指定）
  - 木造毘沙門天立像[1]
  - 木造二天王（持国天・増長天）立像[2]

## アクセス
- JR北上駅より
  - バス利用の場合、｢おに丸号・稲瀬線｣で、｢毘沙門前｣バス停下車。
  - 車で15分。
- 北上江釣子ICより車で約20分